# J.P. Morgan, Jr.
John Pierpont "Jack" Morgan, Jr., född 7 september 1867 i Irvington i Westchester County i New York, död 13 mars 1943 i Boca Grande i Florida, var en amerikansk bankman och filantrop och son till den berömde finansmannen J.P. Morgan, av vilken han skulle ärva en stor förmögenhet och ta över ett flertal företag efter dennes död 1913.

## Biografi

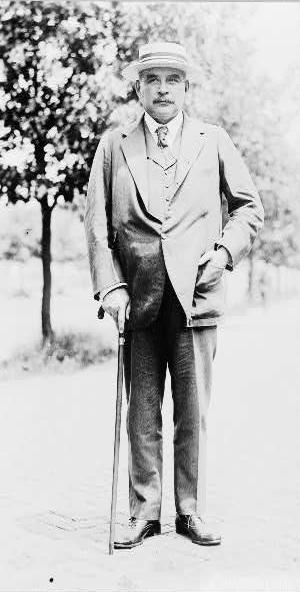
John Pierpont "Jack" Morgan, Jr.

### Första världskriget
Morgan spelade en stor roll som finansiär under Första världskriget. Efter dess utbrott lånade han ut 12 miljoner dollar till Ryssland.

### Efter kriget
Efter kriget fortsatte J.P. Morgan att intressera sig för internationella transaktioner. Under perioden 1919-32 lånade han ut 2.232.760.000 dollar, av vilka särskilt lånetransaktioner för att rädda den franska valutan märktes. Samtidigt fortsatte han att utveckla och stärka sina företags dominerande inflytande på det amerikanska näringslivet. I början av 1930-talet kontrollerade han genom sina företag 20 % av all gas- och elproduktion i USA och hans företag kontrollerade sammanlagt 52 miljarder dollar i aktiekapital. 1933 ställdes J.P. Morgan under åtal för att ha försökt undanhålla det allmänna skattebelopp.

### Filantropi
1920 skänkte han sitt residens i London på adressen 14 Princes Gate (i närheten av Imperial College London) till USA:s regering för att nyttjas som dess ambassad.[källa behövs]